# Francesco D'Macho
Francesco D'Macho (né le 29 janvier 1979) est un acteur de films pornographiques gays italien.

## Biographie
Il travaille exclusivement pour Hot House Entertainment. Il est également à son compte en tant que designer graphique (il a un MFA en design graphique),.
Pendant quelque temps, il a été en couple avec l'acteur de films pornographiques gays François Sagat. Plus tard, D'Macho a rencontré l'acteur porno Damien Crosse, avec lequel il a lancé en 2008 les Stag Homme Studios, un studio de pornographie gay basé à Madrid. Crosse et D'Macho se sont mariés en 2009, mais ils ont divorcé l'année suivante.

## Filmographie
- Black & Blue (2006)
- Private Lowlife (2006)
- Black (2006)
- Trunks 3 (2006)
- Tough Stuff (2007)
- Communion (2007)
- Trunks 4: White Heat (2007)
- Jockstrap (2007)
- Verboten Part 2 (2008)
- Robert Van Damme Collection (2008)
- Backroom Exclusive 1 (2008)
- Backroom Exclusive 3 (2008)
- Paging Dr. Finger (2008)
- The Rider (2008)
- The Deal (2008)
- Woodwork (2008)
- Porn Stars in Love (2009)
- Focus/Refocus (2009)
- Stag Figh (2009)
- Stag Reel (2010)
- Tropical Adventure (2010)
- L.A. Zombie (2010)
- Tales of the Arabian Nights (2010)
- Giants - Part 1 (2011)
- Giants - Part 2 (2011)
- Cum in My Face (Raging Stallion/Stag Hommes) (2011)

## Récompense et nominations
- 2007 : Adult Erotic Gay Video Awards dans la catégorie Best Versatile Performer[3].
- 2007 : GayVN Award - nomination dans la catégorie Best Newcomer (Meilleur nouveau venu)[4].